# Кирнасовский сахарный завод
Кирнасовский сахарный завод — предприятие пищевой промышленности в посёлке городского типа Кирнасовка Тульчинского района Винницкой области Украины.

## История
Первый Кирнасовский сахарный завод был построен и введен в эксплуатацию осенью 1944 года.
В 1956 году обеспечивавшие его сахарной свеклой колхозы «Жовтень» и «Більшовик» объединились в колхоз имени XXI съезда КПСС.
Новый сахарный завод был построен в 1964 - 1966 гг. в соответствии с семилетним планом развития народного хозяйства СССР, 18 сентября 1966 года он был введён в эксплуатацию. Первую пробную партию изготовленного сахара бесплатно распределили среди рабочих завода. В дальнейшем, сахарный завод и обеспечивавший его сырьём колхоз имени XXI съезда КПСС были объединены в Кирнасовский сахарный комбинат.
Производственные мощности предприятия включали в себя две технологические линии (по переработке свеклы и по переработке сахара-сырца в сахар-песок)
В целом, в советское время сахарный комбинат входил в число крупнейших предприятий посёлка, он производил более 250 тыс. тонн сахара в год, а общее количество его работников составляло свыше 500 человек.
После провозглашения независимости Украины комбинат перешёл в ведение Государственного комитета пищевой промышленности Украины и был переименован в Кирнасовский сахарный завод (так как колхоз был расформирован).
В мае 1995 года Кабинет министров Украины утвердил решение о приватизации завода. В дальнейшем, государственное предприятие было преобразовано в открытое акционерное общество.
3 июня 1999 года Кабинет министров Украины передал завод в управление облгосадминистрации Винницкой области.
Весной 2001 года было возбуждено дело о банкротстве сахарного завода, в дальнейшем он был реорганизован в общество с ограниченной ответственностью, а после завершения сезона сахароварения 2004/2005 года - закрыт.
22 марта 2011 года владевшая заводом киевская компания ООО «Сахара» продала имущественный комплекс завода двум фирмам (ООО «Уніфінгруп» и «Дукат»), 26 марта 2011 года 25 человек «Уніфінгруп» предприняли попытку занять завод, но были встречены заводской охраной, работниками предприятия и местными жителями (узнавшими о том, что завод собираются разобрать на металлолом). Между ними началась рукопашная схватка, в которой были рабочие и жители были избиты, но захватить завод рейдеры не сумели.
19 мая 2011 года до 50 рейдеров, вооружённых бейсбольными битами, нунчаками, лопатами и электрошокерами прибыли в посёлок на семи автомашинах и двух микроавтобусах и снова попытались захватить завод, но были вновь встречены жителями посёлка. В начавшейся рукопашной один из нападавших убил 73-летнего местного жителя, женщина-охранник завода оказалась в реанимации с тяжелой черепно-мозговой травмой и ещё несколько жителей были госпитализированы, но захват завода был предотвращён. Прибывшая милиция задержала 33 нападавших, 12 из которых оказались ранее судимыми уголовниками.
24 апреля 2012 года около сотни неустановленных лиц проникли на территорию предприятия и попытались ещё раз захватить завод, но столкнулись с противодействием и отступили. После этого, 27 апреля 2012 года жители Кирнасовки вышли на митинг протеста у здания облгосадминистрации Винницкой области.
Профсоюзная организация завода продолжила существование после закрытия завода. До конца июля 2015 года бывшие рабочие завода и местные жители (организовавшие возле завода круглосуточное дежурство) сорвали ещё несколько попыток проникновения на предприятие.
В январе 2020 года было объявлено о намерении переоборудовать завод в элеватор и биогазовую станцию.